# Greenback (Tennessee)
Pour les articles homonymes, voir Greenback.
Greenback est une municipalité américaine située dans le comté de Loudon au Tennessee.
Selon le recensement de 2010, Greenback compte 1 064 habitants. La municipalité s'étend alors sur une superficie de 8,0 milles carrés (20,72 km2), dont 0,14 mille carré (0,36 km2) d'étendues d'eau.
La localité est fondée en 1889 en prévision de l'arrivée du chemin de fer l'année suivante. Elle adopte le nom d'un bureau de poste voisin géré par Lorenzo Thompson et probablement nommé en référence au Greenback Party. Selon d'autres sources, ce nom pourrait venir de la flore luxuriante du lieu.